# Čakanovce (powiat Koszyce-okolice)
Čakanovce – wieś (obec) na Słowacji położona w kraju koszyckim, w powiecie Koszyce-okolice. Pierwsze wzmianki o miejscowości pochodzą z roku 1439. 
Według danych z dnia 31 grudnia 2012, wieś zamieszkiwały 644 osoby, w tym 326 kobiet i 318 mężczyzn.
W 2001 roku rozkład populacji względem narodowości i przynależności etnicznej wyglądał następująco:
- Słowacy – 94,57%
- Czesi – 1,31%
- Romowie – 3,75%

Ze względu na wyznawaną religię struktura mieszkańców kształtowała się w 2001 roku następująco:
- Katolicy rzymscy – 41,95%
- Grekokatolicy – 10,67%
- Ewangelicy – 36,7%
- Ateiści – 3,18%
- Nie podano – 1,87%